# Диамагнетики
Диамагнетики — вещества, намагничивающиеся против направления внешнего магнитного поля. В присутствии внутреннего магнитного поля диамагнетики магнитны. Под действием внешнего магнитного поля любой атом (диамагнетика и нет) приобретает дополнительный магнитный момент I (а каждая единица объёма — намагниченность M), пропорциональный магнитной индукции B и направленную навстречу полю. Поэтому магнитная восприимчивость {\displaystyle \chi } = M/H у диамагнетиков всегда отрицательна. По абсолютной величине диамагнитная восприимчивость {\displaystyle \chi } мала и сильно зависит как от напряжённости магнитного поля, так и от температуры.
Другими словами, магнитная проницаемость {\displaystyle \mu \lesssim 1} и слабо зависит как от напряжённости магнитного поля, так и от температуры.

## История
В 1770-х годах Бругманс заметил, что висмут отталкивается магнитным полем, а в 1827 году А. А. Беккерель описал отталкивание для сурьмы. Термин «диамагнетизм» был введён Майклом Фарадеем позже.

## Вещества-диамагнетики
| Вещество           | Магнитная восприимчивость, {\displaystyle \chi }·106 |
| ------------------ | ---------------------------------------------------- |
| Вода (жидкая), Н2O | −13,0                                                |
| Нафталин, С10Н8    | −91,8                                                |
| Висмут, Bi, металл | −284,0                                               |
| Графит, С          | -85                                                  |

К диамагнетикам относятся инертные газы, азот, водород, кремний, фосфор, висмут, цинк, медь, золото, серебро, а также многие другие, как органические, так и неорганические, соединения. Человек в магнитном поле ведет себя как диамагнетик.

## Диамагнитная левитация
Диамагнитная левитация имеет ту же природу, что и эффект Мейснера (полное вытеснение магнитного поля из материала), она наблюдается при гораздо более сильных полях, но зато не требует предварительного охлаждения. Некоторые опыты доступны любителям. Например, редкоземельный магнит с индукцией около 1 Тл может висеть между двумя плитами висмута. В поле с индукцией 11 Тл можно стабилизировать и удерживать маленький магнит в воздухе между пальцами, не касаясь его.